# Allium brussalisii
{{#ifeq:0|0|{{#if:|{{#if:Alliumbrussalisii|[[]}}|}}}}
Allium brussalisii — вид рослин з родини амарилісових (Amaryllidaceae); ендемік Греції. Епітет нового виду вшановує пам'ять Петра Бруссаліса, грецького натураліста та фотографа грецької флори, колишнього активного члена та почесного президента Грецького товариства охорони природи, який загинув влітку 2006 року.

## Опис
Рослина багаторічна, цибулина поодинока, яйцювата, ≈ 1,5 × 1 см; внутрішня оболонка біляста, зовнішня — від коричневого до чорнувато-коричневої. Стебло поодиноке, гладке, струнке, прямостійне, (20)30–40(50) см. Листків, як правило, два, голі, субциліндричні, обшивають нижню половину стебла, не перевищують в довжину стебло, ≈ 2 мм в діаметрі. Суцвіття розлоге, (5)10–15(20)-квіткове. Оцвітина від дзвінчастої до чашоподібної, сегменти оцвітини зворотнояйцюваті, тупі, ≈ 4.5 × 2 мм, від білої до зеленувато-білої, з краєм від рожевого або пурпурно-рожевого і зеленуватою серединною жилкою; 2n = 2x = 16.
Період цвітіння: рання осінь (переважно кінець серпня).

## Поширення
Ендемік Греції.
Allium brussalisii можна знайти на низькій та помірній висоті гори Парніта поблизу Афін.